# Levélgyűjtőszekrény
A levélgyűjtőszekrény (ismertebb nevén postaláda) a postai levelek feladására, gyűjtésére és tárolására szolgáló, postai szolgáltató által kihelyezett és fenntartott, valamint meghatározott időközönként ürített doboz. Funkciója a küldemények feladásának megkönnyítése. Külső megjelenése és színe országonként eltérő, Magyarországon piros alapszínűek, de mindhárom nemzeti szín megjelenik rajtuk. Anyaguk általában fém.

## Kezdetek

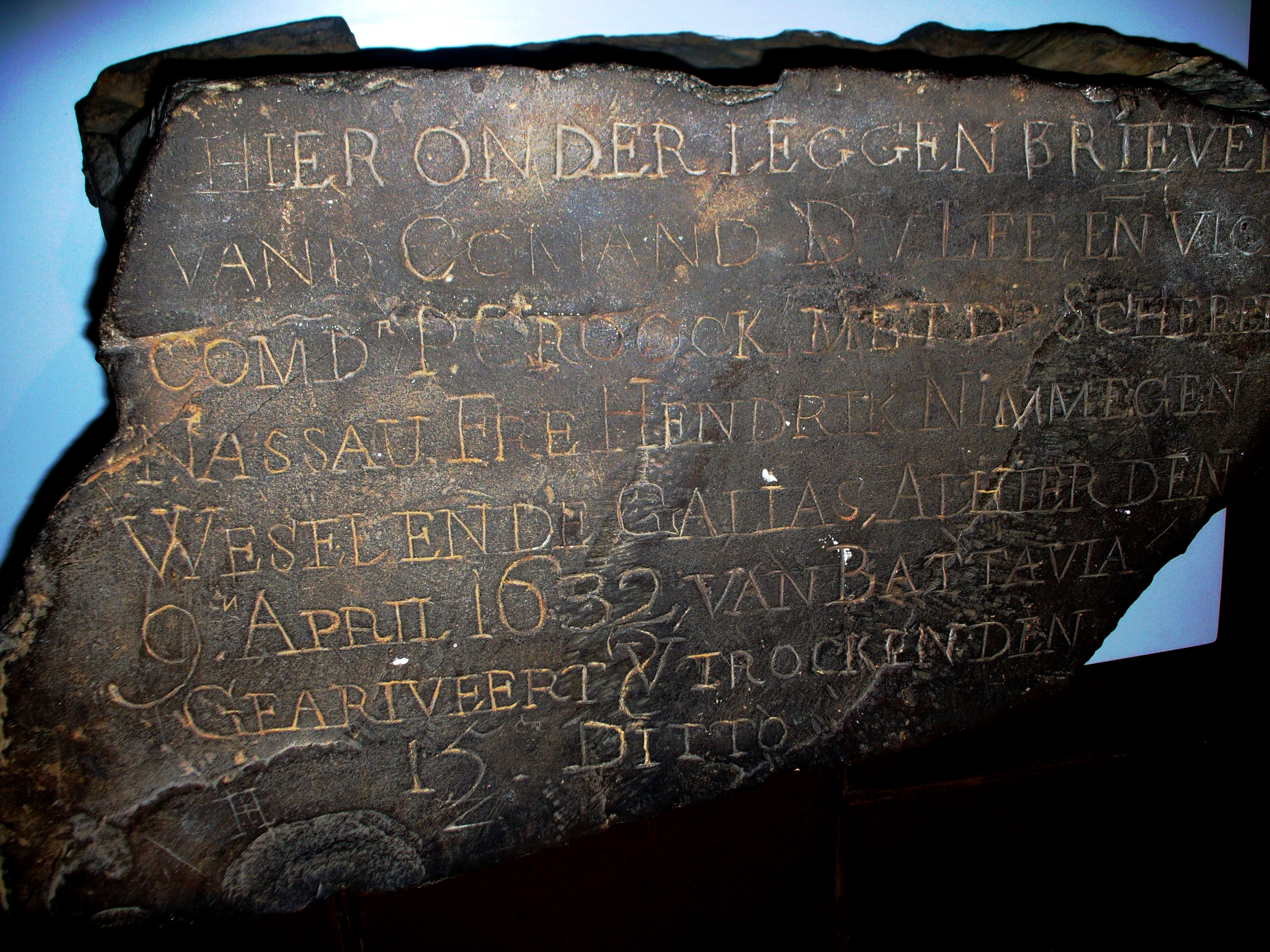
Kőlevél egy holland hajó legénységétől 1632-ből, a Jóreménység fokáról. Az üzenet szövege magyarul: „Az alábbi üzenet írója D. V. Lee parancsnok és P. Croock parancsnokhelyettes a Nassau hajóval […]. Érkezés Batáviából 1632. április 9-én, indulás a 15. napon.”

A levelek küldése szorosan összefügg az emberek azon szándékával, hogy tőlük távol lévő személyeknek, szeretteiknek üzenjenek, velük kommunikáljanak. Ezeket a leveleket azonban gyakran nem lehetett biztonságos helyen hagyni, illetve nem mindig volt, aki bizonyosan gondoskodott volna azok célba juttatásáról – a hírvivő futárok természetesen nem mindig és mindenki számára álltak rendelkezésre, többnyire a királyi udvarok, egyházi vezetők, városi elöljárók élhettek csak velük. A hajósok viszont például, ha hosszú tengeri útra indultak, különböző pihenőhelyeken hagyták, kövek alá rejtették hazulra szánt leveleiket, abban bízva, hogy azt majd megtalálja egy megfelelő irányba tartó hajó legénysége, és eljuttatják a címzetthez. Az ilyen levelek célba jutása azonban érthető okokból meglehetősen bizonytalan volt. Előfordult, hogy magukon a köveken hagytak üzenetet a hajósok, amivel egyszerűen csak azt akarták tudatni más hajósokkal, hogy ott jártak, bízva abban, hogy hírüket hazaviszik.
Az első, postaládáról szóló írásos feljegyzés 1633-ból származik. Ebben az évben az alsó-sziléziai Liegnitz (ma Legnica) városában állítottak fel egy levélgyűjtőt azzal a céllal, hogy bekapcsolódhassanak a Boroszló (Wrocław) és Lipcse között már a 16. század második felétől működő postaszolgáltatásba. 1641-ben Hamburgban pedig olyan postaládákat állítottak fel, amelyekbe úticél szerint lehetett bedobni a küldeményeket.
1653-ban Párizsban jött létre az első városi postaláda-hálózat. Ebben az évben Jean-Jacques Renouard de Villayer és Nogent grófja engedélyt kaptak a város postaforgalmának megszervezésére, e célból levélgyűjtőket helyeztek el a város különböző pontjain. Vállalkozásuk azonban két év után megszűnt, feltehetően nem vált be az üzlet.

## Külső megjelenése

Levélgyűjtők színei világszerte

A levélgyűjtők megjelenése országonként eltérő, ami gyakran zavart okoz a helyismerettel nem rendelkező turisták számára. Alapvető követelmény velük szemben, hogy könnyen hozzáférhetőek legyenek, és rendelkezniük kell egy nyílással, amelyen keresztül be lehet dobni a ládába a küldeményt. Ellen kell állniuk az időjárás viszontagságainak, ezért általában fémből készülnek, ami az esetleges rongálással szemben is jobban védi őket, valamint a bennük elhelyezett küldeményeket.
Magyarországon az első postaládák sárga alapszínűek voltak, amelyeket a kiegyezést követően zöldre változtattak, vörös-fehér szegélyzettel, a magyar nemzeti színeknek megfelelően. Napjainkban piros a magyarországi postaládák alapszíne, és többnyire a zöld és a fehér szín is megjelenik rajtuk. A magyar törvények értelmében minden településen legalább egy postaláda megtalálható.
Több más európai országban szintén piros színűek a levélgyűjtők: Lengyelországban, Romániában, az Egyesült Királyságban, Olaszországban, Norvégiában vagy Portugáliában. Európa legtöbb országában azonban sárga színűek a postaládák, így például Németországban, Franciaországban, Ausztriában, Svájcban, Svédországban, Finnországban, Ukrajnában és a Balkán-félsziget országaiban. Csehországban pedig narancs színűek. A brit nemzetközösség országainak többsége – az Egyesült Királysághoz hasonlóan – szintén piros színű levélgyűjtőket használ. Az Egyesült Államokban és Oroszországban a kék az alapszín. Sok országban ugyanakkor nem egységes a postaládák színe, illetve úticéltól is függhet (erre a fent felsorolt országok között is van példa).
A levélgyűjtőt el lehet helyezni beltérben és a szabad ég alatt. Lehet őket falra erősíteni vagy lábakra állítani. Több országban látható rajtuk jelvényként postakürt, illetve boríték. A bedobónyílás mérete és kialakítása országonként szintén eltérő lehet.
- Magyarország
- Németország
- Oroszország
- Izland
- Brazília
- Csehország
- Tajvan
- Kína
- Észtország
- Dél-afrikai Köztársaság
- Szíria
- Spanyolország
- Svédország, kék a helybeli küldeményeknek